# Mycocladaceae
Mycocladaceae är en familj av svampar. Mycocladaceae ingår i ordningen Mucorales, divisionen oksvampar och riket svampar.
|               | Umbelopsidaceae              |
|               |                              |
|               | Syncephalastraceae           |
|               |                              |
|               | Radiomycetaceae              |
|               |                              |
|               | Pilobolaceae                 |
|               |                              |
|               | Phycomycetaceae              |
|               |                              |
|               | Mycotyphaceae                |
|               |                              |
|               | Mucoraceae                   |
|               |                              |
|               | Cunninghamellaceae           |
|               |                              |
|               | Choanephoraceae              |
|               |                              |
|               | Lichtheimiaceae              |
|               |                              |
| Mycocladaceae | \| \| Mycocladus \| \| \| \| |
|               | \| \| Mycocladus \| \| \| \| |
|               | Lentamyces                   |
|               |                              |
|               | Siepmannia                   |
|               |                              |
|               | Mycocladus                   |
|               |                              |

|  | Mycocladus |
|  |            |